# هفتاد و سومین جشنواره بین‌المللی فیلم برلین
هفتاد و سومین جشنواره بین‌المللی فیلم برلین (انگلیسی: 73rd annual Berlin International Film Festival) که اغلب برلیناله (تلفظ آلمانی: [bɛʁliˈna:lə] ()) نامیده می‌شود، از ۱۶ تا ۲۶ فوریه ۲۰۲۳ برگزار شد. این اولین برلیناله کاملاً حضوری از هفتادمین جشنواره در سال ۲۰۲۰ بود. جشنواره امسال جایزه جدیدی برای بهترین مجموعه تلویزیونی اضافه کرده‌است.
در ۱۵ دسامبر ۲۰۲۲، اولین عنوان‌های جشنواره اعلام شد، و در ۱۳ ژانویه ۲۰۲۳، نمایش‌های جهانی بسیاری به فهرست خارج از رقابت اضافه شد.
این جشنواره با فیلمی از کارگردان ربکا میلر افتتاح شد. پخش زنده ویدئویی از رئیس‌جمهور ولودیمیر زلنسکی بخشی از مراسم افتتاحیه بود. در ۲۱ فوریه ۲۰۲۳، کارگردان آمریکایی استیون اسپیلبرگ، جایزه خرس طلایی افتخاری برای یک عمر دستاورد هنری را توسط بونو، خواننده و ترانه‌پرداز ایرلندی دریافت کرد. فیلم‌های اسپیلبرگ به همین مناسبت در بخش ادای احترام به نمایش درآمد.
این جشنواره در ۲۶ فوریه با فروش ۳۲۰٬۰۰۰ بلیت و حدوداً ۲۰٬۰۰۰ فرد متخصص حرفه‌ای ار ۱۳۲ کشور از جمله ۲٬۸۰۰ نماینده رسانه به پایان رسید.